# Sam Katz
Pour les articles homonymes, voir Katz.
Samuel "Sam" Michael Katz, né le 20 août 1951 à Rehovot, en Israël, est un entrepreneur et homme politique canadien, maire de la ville de Winnipeg de 2004 à 2014.

## Biographie
Né à Rehovot en Israël, Sam Katz n'a que quelques mois quand il suit sa famille qui émigre à Winnipeg au Canada. En 1973, il obtient son Bachelor of Arts en économie à l'université du Manitoba, avant de se lancer dans les affaires. Il crée notamment une entreprise de divertissement Showtime Productions Inc.
Après la démission de Glen Murray, maire de Winnipeg, Sam Katz lui succède à l'issue de l'élection municipale anticipée du 22 juin 2004 en obtenant 42,5 % des voix. Il est ainsi le premier maire juif de la cité. Il est réélu le 25 octobre 2006 avec 60 % des votes et de nouveau pour un troisième mandat le 27 octobre 2010 avec 54,9 %. Il ne se représente pas en 2014.

## Vie personnelle
Marié avec Baillie, avec qui il a deux filles, Ava Beaudry et Kiera Olivia Maxwell, Katz divorce le 26 octobre 2006, au lendemain de sa réélection.

## Distinction
Sam Katz est membre de l'ordre du Manitoba.